# Ђулештиј де Сус (Валча)
Ђулештиј де Сус (рум. Giuleștii de Sus) насеље је у Румунији у округу Валча у општини Фартацешти. Oпштина се налази на надморској висини од 213 m.

## Становништво
Према подацима из 2002. године у насељу је живело 245 становника, од којих су сви румунске националности.